# 佩吕斯 (上马恩省)
佩吕斯（法語：Perrusse，法語發音：[peʁys]）是法国上马恩省的一个市镇，属于肖蒙区。

## 地理
佩吕斯（48°5'49"N, 5°28'53"E）面积5.61 平方千米，位于法国大東部大區上马恩省，该省份为法国东北部内陆省份，北起马恩省和默兹省，西接奥布省，西南接科多尔省，东南接上索恩省，东临孚日省。
与佩吕斯接壤的市镇（或旧市镇、城区）包括：比克西埃莱克莱夫蒙、克莱夫蒙、达耶库尔。

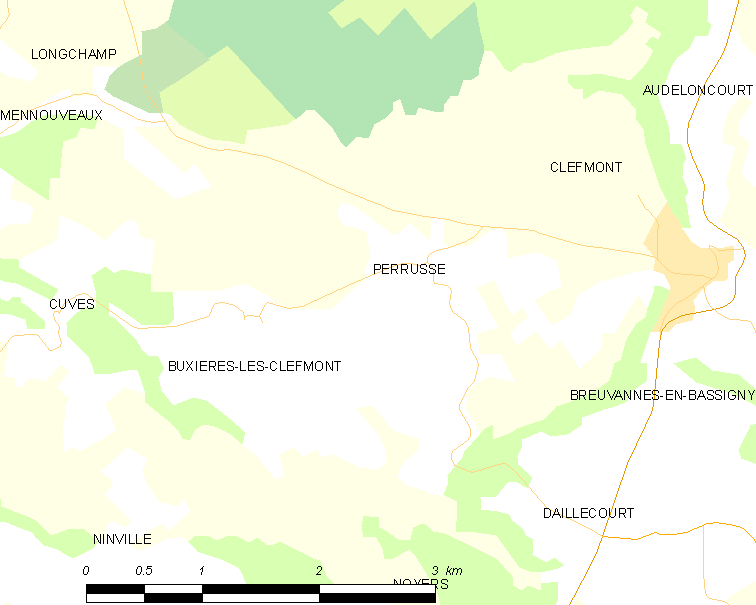
的OSM定位图

佩吕斯的时区为UTC+01:00、UTC+02:00（夏令时）。

## 行政
佩吕斯的邮政编码为52240，INSEE市镇编码为52385。

## 政治
佩吕斯所属的省级选区为波旁莱班县。

## 人口

1962-2008年间人口变化图示

佩吕斯于2022年1月1日时的人口数量为29人。